# Xã Juniata, Quận Adams, Nebraska
Xã Juniata (tiếng Anh: Juniata Township) là một xã thuộc quận Adams, tiểu bang Nebraska, Hoa Kỳ. Năm 2010, dân số của xã này là 999 người.